# Ondřej Zmrzlý
Ondřej Zmrzlý (* 22. April 1999) ist ein tschechischer Fußballspieler.

## Karriere

### Verein
Nachdem Zmrzlý in seiner Jugend erst für den SK Bělkovice-Lašťany aktiv gewesen war, wechselte er bereits im Alter von sechs Jahren zum SK Sigma Olmütz. Dort durchlief er alle U-Mannschaften und ging zur Saison 2018/19 von der U-19 in die B-Mannschaft über. In jener Saison hatte er auch sein Debüt für die erste Mannschaft, als er in der 3. Runde des Pokals eingesetzt wurde. Zur Folgesaison ging er fest in den Kader dieser Mannschaft über. Nach und nach erarbeitete er sich den Status eines Stammspielers. Im Januar 2024 zog es ihn weiter zu Slavia Prag.

### Nationalmannschaft
Nach ein paar Freundschaftsspielen für die tschechische U16 nahm Zmrzlý mit der U20 an der U20 Elite League teil. Sein Debüt für die A-Nationalmannschaft hatte er am 16. November 2022 bei einem 5:0-Freundschaftsspielsieg über Färöer, als er zur zweiten Halbzeit für Václav Černý eingewechselt wurde.